# Octobre 2010

## Faits marquants

### Catastrophes
- 6 octobre : une marée rouge se produit en Hongrie : la rupture d'un réservoir de produits chimiques d'une usine de bauxite-aluminium dans la ville d'Ajka conduit à la plus importante catastrophe écologique du pays[1], dans le bassin du Danube.
- 13 octobre : au Chili, 33 mineurs sont extraits des profondeurs d'une mine dont ils étaient prisonniers depuis le 5 août. L'événement est fortement médiatisé, le Président du Chili est présent ainsi que de nombreux journalistes.
- 24 octobre : les habitants d'Haïti, sont confrontés à une épidémie de choléra. Au 24 octobre, elle avait déjà fait 220 morts[2], le 27 octobre, 284[3], et le pic de l'épidémie n'était pas encore atteint. Des milliers de personnes ont été hospitalisées, alors que l'île ne s'est pas encore remise du tremblement de terre du 12 janvier 2010.
- 25 octobre : un séisme d'une magnitude de 7,7 accompagné d'un tsunami et de l'éruption du volcan Merapi touchent l'Indonésie. Le tsunami cause la mort de plus de 154 personnes[4].
- 31 octobre : Attentat à Bagdad le 31 octobre. En Irak, un commando terroriste islamiste attaque la cathédrale syriaque catholique de Notre-Dame-du-Perpétuel-Secours (Sayidat al-Najat) à Bagdad faisant plus de cinquante morts[5],[6].

### Évènements géopolitiques
- Le prix Nobel de la paix est attribué à Liu Xiaobo, poète chinois ayant participé à la rédaction de la charte 08[7].
- La France subit un mouvement social contre la réforme des retraites. Les transports en commun et ferroviaires sont perturbés, certaines raffineries et certains lycées bloqués. De nombreuses manifestations se déroulent dans toute la France. Ce mouvement avait déjà commencé en septembre 2010.
- 3 octobre : en Lettonie, les élections de la Saeima (parlement) conduisent à la réélection du Premier ministre sortant, Valdis Dombrovskis, avec un programme d'austérité[8].
- L'élection présidentielle brésilienne de 2010 se déroule en deux tours, les 3 et 31 octobre 2010. Dilma Rousseff devient la première femme présidente du Brésil[9].
- Les États-Unis préparent les renouvellements de certains élus à la mi-mandat de Barack Obama.
- 14 octobre : le nouveau Premier ministre des Pays-Bas, Mark Rutte, entre officiellement en fonctions.
- 21 octobre : la Birmanie adopte officiellement un nouveau drapeau.
- 29 octobre : la conférence mondiale sur la biodiversité de Nagoya aboutit à un accord non contraignant[10]. Parmi les objectifs, il est prévu d'augmenter les aires protégées de la planète et de mettre en œuvre un partage des bénéfices des ressources génétiques issues des espèces vivantes.

## Événements prévus
- En France, mise en service du premier tronçon de l'A65 reliant Langon à Pau.
- 2 octobre :
  - Marche Bleue pour le retour des Nordiques à Québec
- 10 octobre :
  - 42 Day en hommage à l'écrivain Douglas Adams (101010 correspond à 42 en binaire).
  - Aux Pays-Bas, la dissolution des Antilles néerlandaises est prévue pour qu'un nouveau système prenne place.

## Sciences et techniques
- Prix Nobel :
  - Andre Geim et Konstantin Novoselov obtiennent le prix Nobel de physique pour la découverte du graphène ;
  - Richard F. Heck, Ei-ichi Negishi et Akira Suzuki celui de chimie pour les avancées dans la synthèse organique (liaison des atomes de carbone pour former des molécules plus complexes) ;
  - Robert Edwards celui de médecine pour le développement de la fécondation in vitro ;
  - Peter Diamond, Dale Mortensen et Christopher Pissarides le prix d'économie pour leurs travaux sur le marché du travail[11].
- Le 10 octobre sort Maverick Meerkat, la dernière version d'Ubuntu (système d'exploitation libre).
- Le 15 octobre, le percement du tunnel de base du Saint-Gothard, long de 57 km, sous les Alpes suisses, est achevé. La jonction s’est faite en son milieu, à 2 000 m sous la montagne.
- Le 21 octobre, la découverte de la galaxie UDFy-38135539, située à environ 13,1 milliards d’années-lumière, est annoncée. C'est la plus lointaine galaxie observée à ce jour.

## Culture

### Anniversaires
- Du 1er au 10 octobre, au Viêt Nam : célébration du Millénaire d'Hanoï.
- 3 octobre : 20e anniversaire de la réunification allemande.
- 5 octobre : centenaire de la République portugaise.

### Évènements
- 2 au 17 octobre : mondial de l'Automobile à Paris : mondial de l'Automobile à Paris.
- 10 octobre : Premier épisode de My Little Pony : Friendship is Magic[12]
- 18 octobre : ouverture de la 200e fête de l'Oktoberfest (fête d'octobre ou fête de la bière) de Munich.
- 31 octobre : clôture de l'exposition universelle de Shanghaï.

### Musique
- 1er au 20 octobre : XVIe Concours international de piano Frédéric-Chopin à Varsovie.

### Littérature
- Le Prix Nobel de littérature est attribué à l'écrivain péruvien Mario Vargas Llosa[13].

### Cinéma
Au box-office de ce mois, on trouve
- Des hommes et des dieux,
- Les Petits Mouchoirs de Guillaume Canet,
- Wall Street : L'argent ne dort jamais,
- Arthur et la guerre des deux mondes de Luc Besson,
- The Social Network, le dessin animé Moi, moche et méchant...

Aux États-Unis,
- Jackass 3 est en tête, suivi de
- Red.

#### 8 octobre
- en Belgique :  Bob et Bobette : Les Diables du Texas
- en Corée du Sud :  Breathless
- en Espagne : Enterré
- aux États-Unis : Auprès de moi, Great Directors, It's Kind of a Funny Story, Jack Goes Boating, Jean-Michel Basquiat: The Radiant Child, La vie, tout simplement, Prends mon âme, Secretariat, Waiting for Superman
- Québec : 2 frogs dans l'Ouest

## Sport
- 19 octobre : présentation du Tour de France 2011.
- 24 octobre : le premier Grand Prix de Formule 1 de Corée (circuit) de l’histoire est remporté par Fernando Alonso sur Ferrari F10.